# Chrysomela
Chrysomela is een geslacht van kevers uit de onderfamilie goudhaantjes (Chrysomelinae) van de familie van de bladkevers (Chrysomelidae).
De wetenschappelijke naam van het geslacht werd in 1758 gepubliceerd door Carl Linnaeus.

## Soorten
- Chrysomela anatolica Dahlgren, 1984
- Chrysomela badakhshanica Yablokov-Khnzoryan, 1978
- Chrysomela collaris Linnaeus, 1758 – Gezoomd wilgenhaantje
- Chrysomela cuprea Fabricius, 1775
- Chrysomela cyaneoviridis Gruev, 1994
- Chrysomela lapponica Linnaeus, 1758 – Laps haantje
- Chrysomela populi Linnaeus, 1758 – Grote populierenhaan
- Chrysomela saliceti Suffrian, 1851 – Kleine populierenhaan
- Chrysomela tremulae Fabricius, 1787
- Chrysomela vigintipunctata Scopoli, 1763 – Gevlekt wilgenhaantje